# جسیکا دیلون
جسیکا دیلون (انگلیسی: Jessica Dillon؛ زادهٔ ۱۷ ژانویهٔ ۱۹۹۵) بازیکن فوتبال اهل استرالیا است.
وی همچنین در تیم ملی فوتبال U17 Australian Team بازی کرده‌است.